# Cordey
Cordey település Franciaországban, Calvados megyében. Lakosainak száma 153 fő (2022. január 1.). Cordey La Hoguette, Saint-Martin-de-Mieux, Saint-Pierre-du-Bû, Bazoches-au-Houlme és Neuvy-au-Houlme községekkel határos.

## Népesség
A település népességének változása:
| Lakosok száma | 127  | 128  | 147  | 130  | 141  | 149  | 154  | 156  | 155  | 153  |
|               | 1968 | 1982 | 1990 | 2006 | 2013 | 2015 | 2017 | 2019 | 2020 | 2022 |